# Nikola Kotkov
Nikola Todorov Kotkov (bulgare : Никола Тодоров Котков) (né le 9 décembre 1938 à Sofia en Bulgarie, et mort le 30 juin 1971 près de Vratsa) est un joueur de football international bulgare, qui évoluait au poste d'attaquant.
Il meurt d'un accident de la route avec son coéquipier Gueorgi Asparoukhov.

## Biographie

### Carrière en sélection
Avec l'équipe de Bulgarie, il dispute 26 matchs (pour 12 buts inscrits) entre 1962 et 1968. 
Il figure notamment dans le groupe des sélectionnés lors de la Coupe du monde de 1966, disputant un match face à la Hongrie.

## Palmarès

### Palmarès en club
| Lokomotiv Sofia - Championnat de Bulgarie (1) : - Champion : 1963-64. - Vice-champion : 1957 et 1964-65. |  | Levski Sofia - Championnat de Bulgarie (1) : - Champion : 1969-70. - Vice-champion : 1970-71. - Coupe de Bulgarie (2) : - Vainqueur : 1970 et 1971. |

### Palmarès individuel
- Footballeur bulgare de l'année (1) : 1964.